# Biribazeiro
Annona mucosa Jacq., popularmente conhecida como biribazeiro, biribá-comum, araticum ponhé ou biribá-das antilhas é uma árvore originária do ocidente da Amazônia e da Mata Atlântica pluvial (do Rio de Janeiro a Pernambuco), que se desenvolve bem em zonas com temperaturas médias de 20 a 24 °C, com precipitação anual de 1.500mm, em solos férteis, bem drenados.

## Etimologia
Biriba, biribazeiro, etc. provêm do tupi ybyryba,  nome genérico dado pelos indígenas a plantas da família das anonáceas.

## Sinônimos
A espécie Annona mucosa possui 18 sinônimos reconhecidos atualmente.
- Annona biflora Sessé & Moc.
- Rollinia mucosa Jacq.
- Annona muscosa Aubl.
- Annona obtusiflora Tussac
- Annona obtusifolia DC.
- Annona pteropetala Ruiz & Pav. ex R.E.Fr.
- Annona reticulata Sieber ex A.DC.
- Annona squamosa Vell.
- Rollinia biflora Ruiz & Pavon ex G. Don
- Rollinia curvipetala R.E. Fr.
- Rollinia deliciosa Saff.
- Rollinia jimenezii Saff.
- Rollinia neglecta R.E. Fr.
- Rollinia orthopetala A.DC.
- Rollinia permensis Standl.
- Rollinia pterocarpa G. Don
- Rollinia pulchrinervia A.DC.
- Rollinia sieberi A.DC.

## Características
A árvore atinge entre seis e dezoito metros de altura, ramificando-se desde a base, culminando numa copa estendida. As folhas têm entre 12 a 15 centímetros de comprimento.
As flores são hermafroditas, solitárias ou aos pares, com três sépalas e seis pétalas, cor verde-claro e odor característico, e se formam entre julho e setembro.
O fruto é um sincarpo cônico ou globoso com epicarpo grosso de cor verde, que muda para amarelo quando madura. A polpa é branca e abundante, de sabor doce. Pesa de 300 a 1.300 gramas, atingindo de 10 a 14 cm de comprimento e 6 a 16 de diâmetro, amadurece de Novembro a Maio. Contém numerosas sementes.
Sua polpa apresenta alta atividade antioxidante e conteúdo fenólico, o que tem sido associado à prevenção de doenças de estresse oxidativo. Além disso, o seu processamento também contribui para a fabricação de óleos, nozes e alimentos prontos para consumo.

## Propriedades nutricionais
Em suas propriedades nutricionais, o biribá apresenta um alto teor de diversos micronutrientes como cobre, magnésio , vitamina C, manganês, ferro e zinco. Sua polpa apresenta alta atividade antioxidante e conteúdo fenólico, o que tem sido associado a prevenção de doenças que causam estresse oxidativo. Ainda na polpa,  o seu alto teor de ácido linoleico e alfa-linoleico e sua relação ômega-3/ ômega-6  (em torno de 1,36) evidencia um excelente perfil lipídico. Ademais, os principais ácidos graxos encontrados são o linoléico, alfa-linolênico e palmítico. 
O biribá é um fruto rico em compostos bioativos, entre eles o ácido ferúlico (presente em maior quantidade), seguido pelo ácido p-cumárico. Outros compostos que merecem destaque são a acetogenina annonaceae, alcaloides e lignanas, os quais estão associados a melhora do perfil lipídico do organismo, proporcionando a diminuição do colesterol LDL o qual é maléfico para o organismo. 
Ademais, as propriedades do biribá vêm sendo utilizadas amplamente para o combate do câncer, graças às anonáceas acetogeninas que podem causar a morte de células tumorais por diferentes mecanismos como a inibição do complexo mitocondrial I, bloqueando a fosforilação oxidativa e diminuindo a produção de ATP dessas células. 
Finalmente, as sementes do biribá são uma fonte promissora para obtenção de óleo que por possuir uma alta concentração de ácido oleico, torna-se uma excelente matéria-prima para produção de cosméticos e biodiesel. Também, sua elevada proporção de ácidos gordos insaturados desperta grande interesse para a indústria de tintas. 

## Ecologia
Planta decídua, heliófita, secundária, produtora de grande quantidade de sementes. Habita a mata de terra firme na Amazônia Ocidental.
A árvore é muito cultivda em pomares domésticos, principalmente na Amazônia e no Nordeste do país. Começa a produzir aos quatro anos de idade. O cultivar liso é o mais comum no Baixo Amazonas, mas há "Prolific", desenvolvido na Flórida.
Quadro- Informações botânicas do biribá
| Nome científico    | Rollinia mucosa (Jacq.) Baillón. |
| Nome popular       | biribá, beribá, biriba-do-pará, pinha, jaca-de-pobre, biribá-de-pernambuco, fruta da condessa (Brasil), anona (Peru). |
| Origem e dispersão | É originária do extremo ocidental da Bacia Amazônica. Está distribuída até o nordeste brasileiro, nas Antilhas e outras partes do Caribe. |
| Clima e solo       | Desenvolve-se bem em zonas com temperatura média de 24 ºC até 26 ºC e precipitação pluvial superior a 1.500 mm/ano. Prefere solos férteis, bem drenados, profundos, de textura média e com bom conteúdo de matéria orgânica.                                                  |
| Propagação         | Propagada por sementes, com germinação entre 20 e 30 dias e 60% a 80% de poder germinativo. Também pode ser multiplicada por enxertia. |
| Frutos             | -Com espículas: frutos que apresentam saliências carnudas na casca, denominadas “espículas” ou espinhos. -Liso: frutos do tipo liso apresentam casca desprovida de saliências carnudas. Permitem melhor conservação e transporte, em comparação com os do tipo com espículas. |
| Utilização         | É consumido in natura mas pode ser utilizado para suco, quando fresco, ou para vinho, quando fermentado. |